# Kathrin Murche
Kathrin Murche (Torgau, 16 de noviembre de 1999) es una deportista alemana que compite en tiro, en la modalidad de tiro al plato.
Ganó una medalla de bronce en el Campeonato Mundial de Tiro de 2023 y dos medallas en el Campeonato Europeo de Tiro, en los años 2024 y 2025.

## Palmarés internacional
| Campeonato Mundial | Campeonato Mundial    | Campeonato Mundial | Campeonato Mundial |
| Año                | Lugar                 | Medalla            | Prueba             |
| ------------------ | --------------------- | ------------------ | ------------------ |
| 2023               | Bakú (Azerbaiyán)     | Medalla de bronce  | Foso               |
| Campeonato Europeo |                       |                    |                    |
| Año                | Lugar                 | Medalla            | Prueba             |
| 2024               | Lonato (Italia)       | Medalla de plata   | Foso               |
| 2025               | Châteauroux (Francia) | Medalla de oro     | Foso               |